# 西格丽德·兰德格拉夫
西格丽德·兰德格拉夫（德語：Sigrid Landgraf，1959年5月7日—），德国女子曲棍球运动员。她曾代表西德国家队参加1984年夏季奥林匹克运动会曲棍球比赛，获得一枚银牌。